# Большой фонтан (Дубровник)
Большой фонтан (фонтан Онофрио; хорв. Velika Onofrijeva česma) — один из древних фонтанов города Дубровника. Фонтан возник как конечная часть сети водоснабжения, созданной в городе в период кватроченто.
Дубровник имел тесные культурные связи с итальянскими государствами, которые переживали культурный расцвет. В 1430-е гг. в город был приглашен архитектор Онофрио делла Кава из Неаполя, который и создал несколько фонтанов, два из которых названы в его честь. Дубровник расположен в месте, где была жива традиция хранения дождевой воды; но архитектор провёл водопровод от найденных в 12 км от города источников.
Фонтан выполнен в виде центрического, гранёного сооружения с украшениями. Большинство из них исчезло после землетрясения в 1667 г. Фонтан приобрел вид, который сохранил после восстановления в XVII в. Вода выливается через отверстия, всего их 16, а сопла украшены каменными маскаронами. Сооружение расположено вблизи доминиканского монастыря и церкви Спаса.

## Галерея

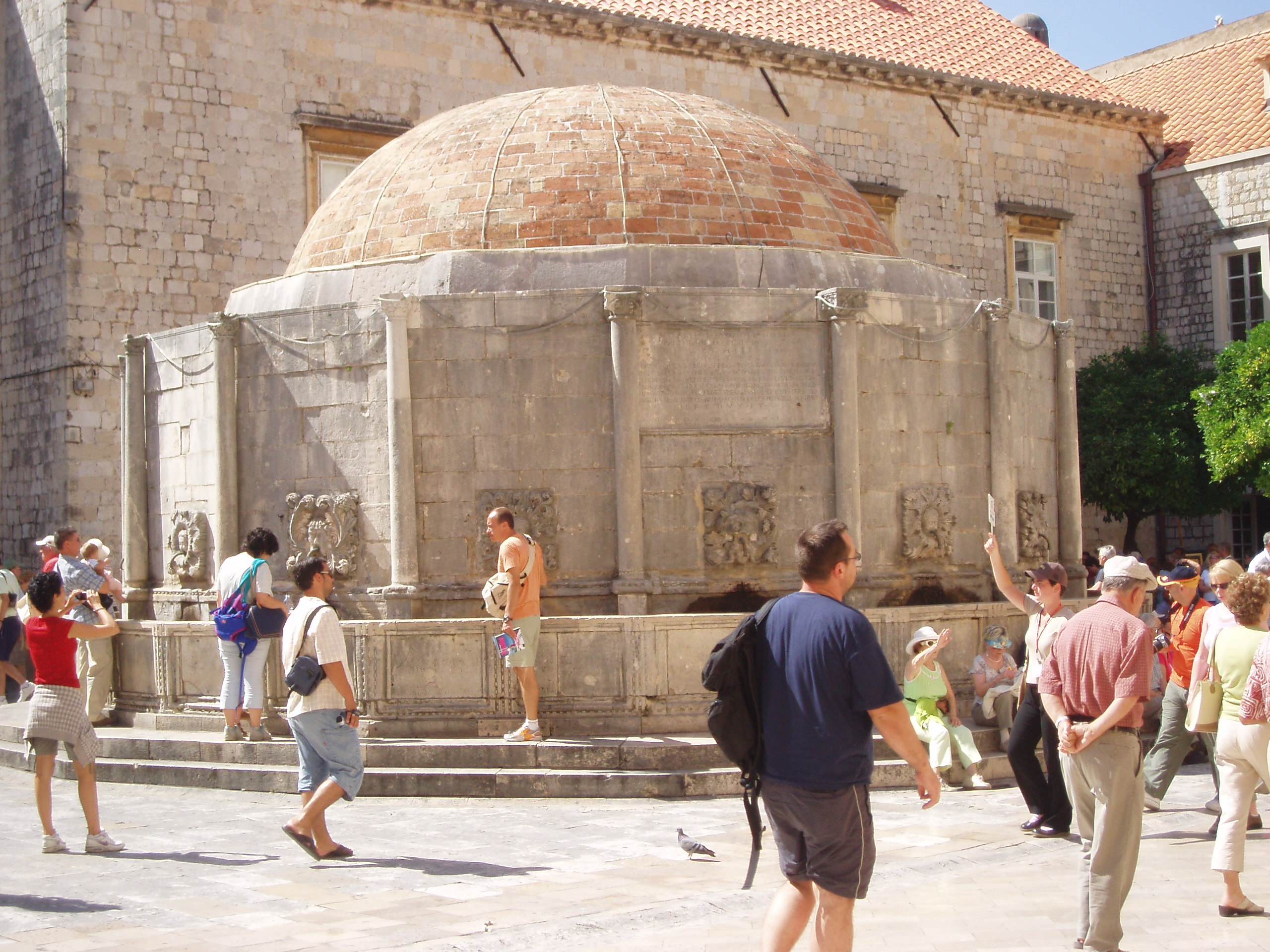
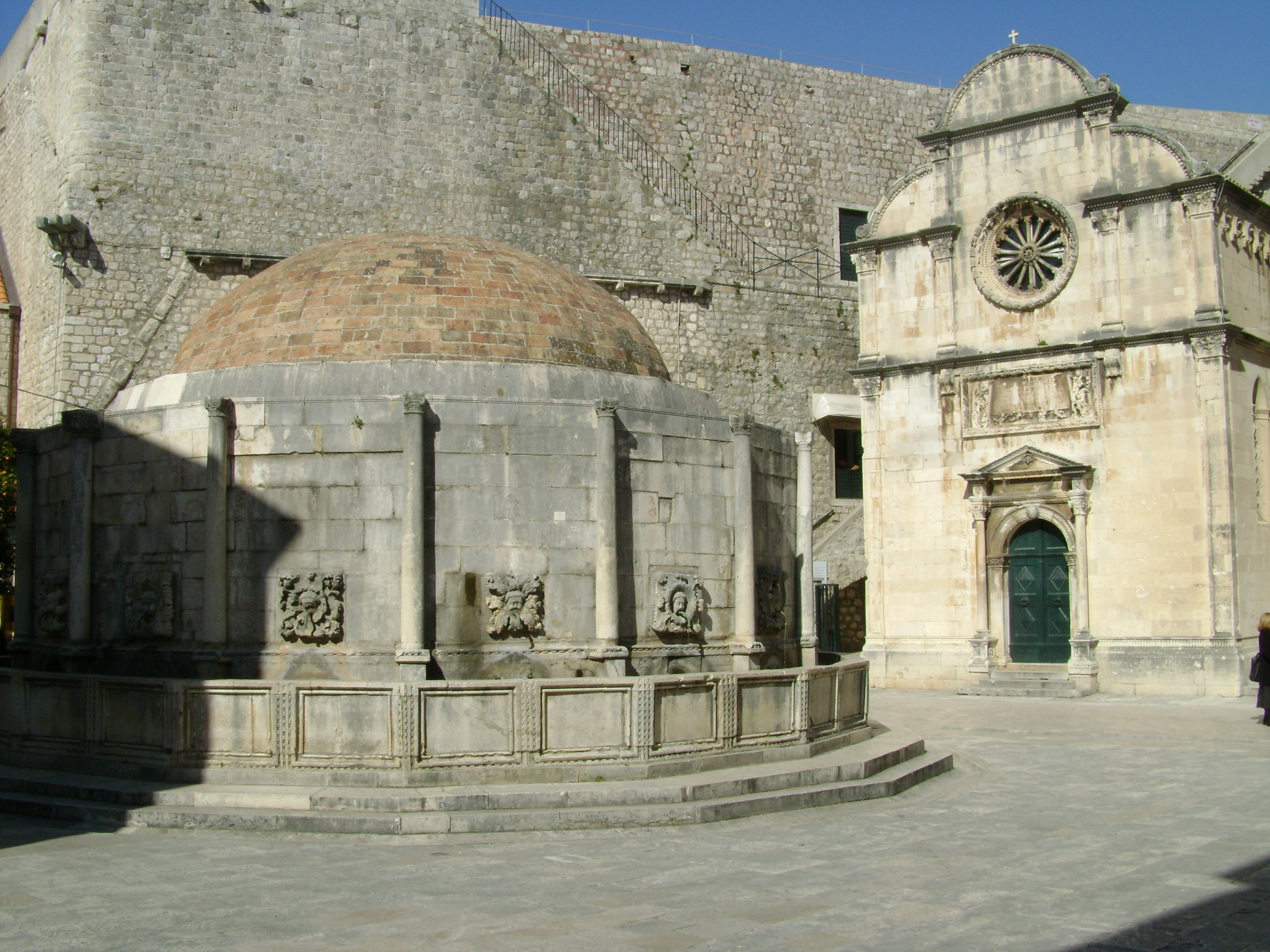
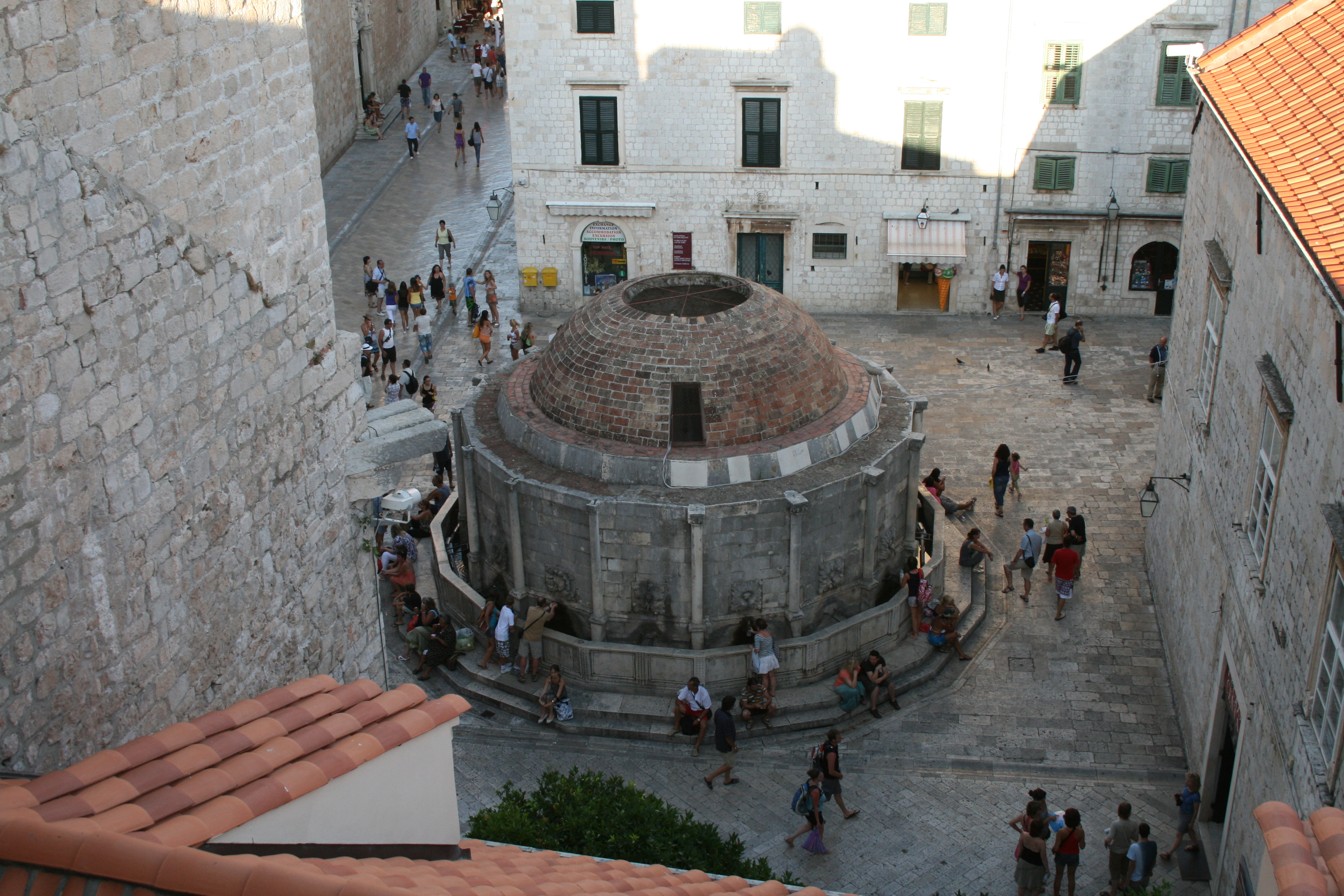
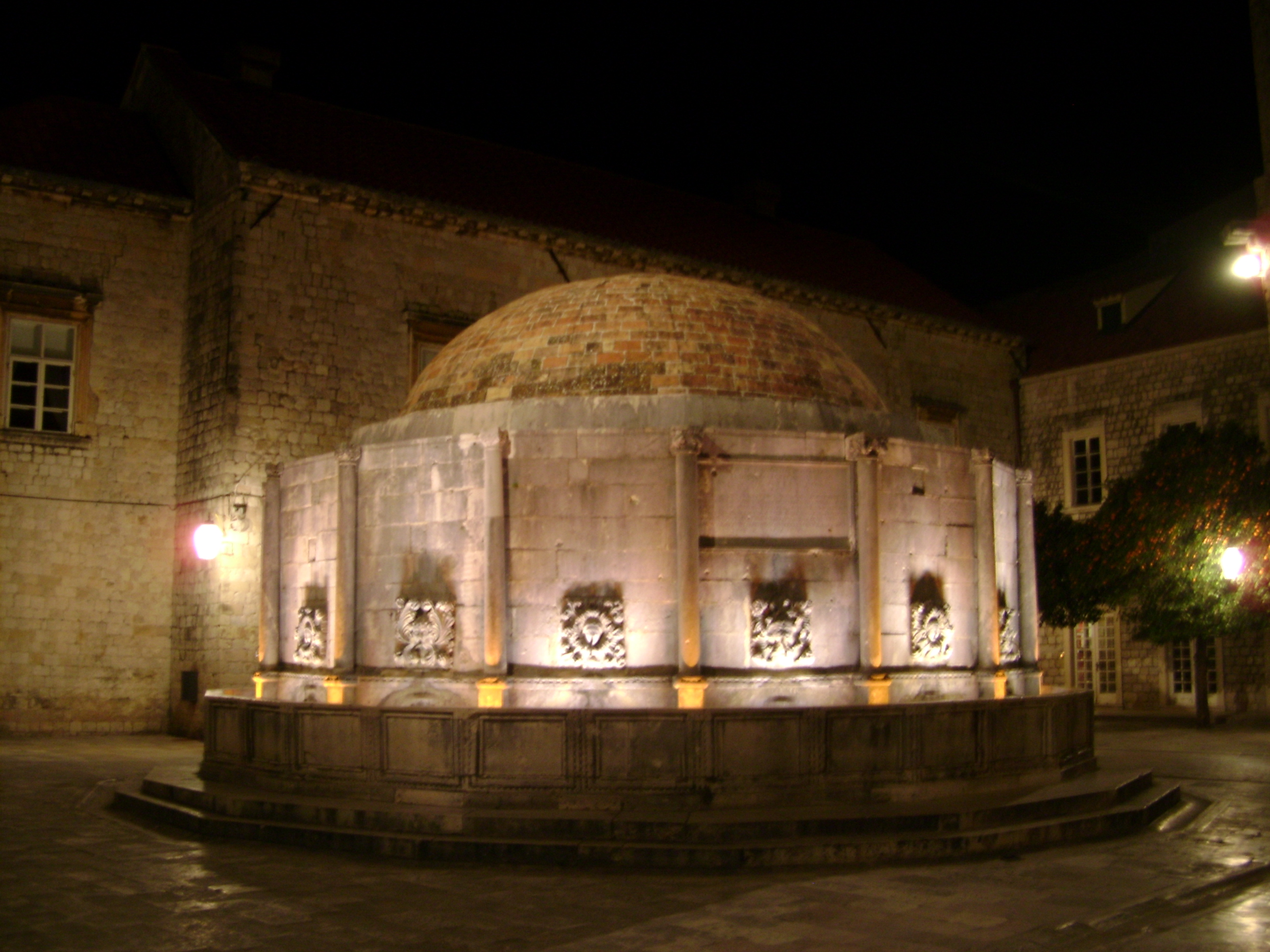